# Gino Pistoni
Gino Pistoni (ur. 25 lutego 1924 w Ivrei, zm. 25 lipca 1944 w Perloz) – włoski Sługa Boży Kościoła katolickiego.

## Życiorys
Urodził się 25 lutego 1924 roku bardzo religijnej rodzinie. Zaczął naukę w szkołach podstawowych w operze Pia Morena, a potem udał się do Kolegium, gdzie uczęszczał do pierwszych trzech klas w gimnazjum. Ukończył studia w Kolegium św. Józefa z Torino. Został zamordowany w czasie II wojny światowej. Obecnie trwa jego proces beatyfikacyjny.